# Tito Mânlio Torquato (cônsul em 235 a.C.)
Tito Mânlio Torquato (m. 202 a.C.; em latim: Titus Manlius Torquatus) foi um político da gente Mânlia da República Romana eleito cônsul por duas vezes, em 235 e 224 a.C., com Caio Atílio Bulbo e Quinto Fúlvio Flaco respectivamente. Foi também nomeado ditador em 208 a.C.. Era filho ou neto de Tito Mânlio Torquato, cônsul em 299 a.C.; descendente do grande Tito Mânlio Imperioso Torquato, herói das Segunda Guerra Samnita, e irmão de Aulo Mânlio Torquato, cônsul em 244 e 241 a.C..

## Primeiro consulado (235 a.C.) e censorado (231 a.C.)
Foi eleito cônsul em 235 a.C. com Caio Atílio Bulbo. Em seu primeiro mandato, conquistou a Sardenha, domínio cartaginês até o final da Primeira Guerra Púnica (241 a.C.), obtendo um triunfo pela vitória. Um grande evento do ano 235 a.C. foi o fechamento do Templo de Jano pela segunda vez na história romana, a primeira desde a época do rei Numa Pompílio, quase cinco séculos antes, um sinal de que Roma estava em paz. Porém, na Córsega, à frente de 5 000 legionários e 400 cavaleiros, não conseguiu subjugar os rebeldes, o que forçou Roma a enviar uma quinta expedição, liderada por Espúrio Carvílio Máximo Ruga, no ano seguinte.
Em 231 a.C. foi eleito censor com Quinto Fúlvio Flaco, porém, não havia transcorrido ainda um lustro - tempo que durava o censorado - antes de serem nomeados novos censores, o que só ocorreria em 230 a.C.. Por isso, renunciaram.

## Segundo consulado (224 a.C.)
Em 224 a.C., foi eleito cônsul novamente, desta vez com Quinto Fúlvio Flaco e ambos lideraram, com sucesso, a guerra contra os gauleses no norte da Itália. Por conta desta campanha, foram os primeiros generais romanos a ultrapassar o rio Pó.

## Segunda Guerra Púnica
Depois da derrota romana na Batalha de Canas, em 216 a.C., foi contra o pagamento do resgate dos romanos capturados. No ano seguinte, foi enviado à Sardenha devido à doença do pretor Quinto Múcio Cévola, governador da província, à frente de uma nova legião para enfrentar a revolta de Hampsicora apoiada pelos cartagineses, que estavam ansiosos para reconquistar a ilha. Tito venceu as forças cartaginesas aliadas de Hampsicora e comandadas por Asdrúbal, o Calvo, na Batalha de Corno (215 a.C.).
Em 212 a.C., candidatou-se ao posto de pontífice máximo com Flaco, mas ambos perderam para Públio Licínio Crasso, um homem desconhecido. Lívio justifica a vitória de Crasso pela divisão do voto conservador entre Torquato e Flaco.
No final do ano seguinte, o cônsul Cneu Fúlvio Centúmalo Máximo foi reconvocado a Roma para realizar a Assembleia das centúrias e eleger os novos cônsules para 210 a.C.. Os juniores da centúria Vetúria votaram para eleger Torquato e Tito Otacílio Crasso, que estava ausente. A multidão se reuniu com Mânlio para congratulá-lo, uma vez que era certo que ele receberia o apoio da plebe e das demais centúrias, mas Mânlio seguiu até a tribuna dos cônsules e, publicamente, recusou o consulado, alegando uma doença ocular. A Assembleia então insistiu para que os juniores realizassem uma nova eleição, lembrando que Roma enfrentava o terrível general cartaginês Aníbal, que, no ano anterior, chegou até as muralhas de Roma. Na rodada seguinte, foram eleitos Marco Cláudio Marcelo e Marco Valério Levino.
Em 210 a.C., era o ex-censor mais idoso entre os senadores, o que tradicionalmente lhe valeria a honra de ser nomeado príncipe do senado. Porém, o censor Públio Semprônio Tuditano, responsável pela nomeação, acreditava que esta honra devia recair sobre o senador que mais merecesse a distinção, que era Fábio Máximo, cônsul em 233 a.C. e censor em 230 a.C.. Seu colega, Marco Cornélio Cetego, tentou nomear Torquato, mas a opinião de Semprônio prevaleceu e Fábio Máximo foi nomeado.

### Ditadura (208 a.C.) e morte
Foi nomeado ditador comitiorum habendorum causa, para realizar e presidir a Assembleia, e feriarum constituendarum causa, para oficiar os jogos promovidos pelo pretor Marco Emílio. Morreu em 202 a.C.